# David Salle
David Salle (Norman, 28 settembre 1952) è un pittore, incisore e scenografo statunitense.

## Biografia
Nel 1975, David Salle ottenne un master in belle arti presso l'Istituto della California di Valencia, in California, dove studiò con John Baldessari. La carriera artistica di Salle iniziò quando egli era ancora uno studente: in tale periodo egli realizzava opere di videoarte e analizzava il rapporto che intercorre fra scrittura e fotografia. A metà degli anni 1970, Salle si dedicò alla pittura e iniziò a godere di una certa notorietà a partire dal decennio seguente.
Le opere pittoriche di Salle degli anni ottanta rientrano nella corrente del postmodernismo e del citazionismo, conciliano il mondo delle belle arti con le immagini dei mass media e della cultura di massa, e descrivono stereotipi sullo stile di vita americano. Fra i media utilizzati dall'artista vi sono immagini erotiche e pornografiche riprese da riviste. Nonostante questa premessa, le creazioni di Salle sono di difficile interpretazione a causa delle molte figure indefinite in esse ritratte e della mescolanza di stili diversi.
David Salle si occupa anche di scenografie e costumi, e ha progettato molti set per la coreografa americana Karole Armitage. Nel 1995 diresse il film Cerca e distruggi, con Griffin Dunne, Ethan Hawke, Dennis Hopper, John Turturro e Christopher Walken.
Durante la sua carriera, l'artista ha tenuto delle esposizioni al Whitney Museum of American Art di New York, allo Stedelijk Museum di Amsterdam, al Museum of Contemporary Art di Los Angeles, al Castello di Rivoli di Torino, al Guggenheim Museum Bilbao, alla Kestnergesellschaft di Hannover, e in occasione del Documenta 7 di Kassel.
A Salle furono conferiti alcuni riconoscimenti, fra cui il Guggenheim Fellowship per la scenografia teatrale (1986) e il Rome Prize (2000). Venne anche eletto membro della National Academy of Design nel 2015, e dell'American Academy of Arts and Letters durante l'anno seguente.

## Filmografia
- 1995 - Cerca e distruggi